# Fachschaftenliste
Als Fachschaftenliste (kurz: FSL) bezeichnen sich politische Listen an Universitäten und Fachhochschulen, welche sich für das Studierendenparlament und die universitären Gremien zur Wahl stellen.
Der Name leitet sich davon ab, dass sich die Mitglieder der Fachschaftenlisten größtenteils aus aktiven und ehemaligen Fachschaftsräten rekrutieren. Fachschaftenlisten sehen sich in der Regel als von Parteien unabhängig.
Es gibt keine überuniversitäre Struktur oder einen Dachverband für Fachschaftenlisten. Sie sind demnach standortbezogen.